# Чиголи
Лудовико Карди – Чиголи е знаменит флорентински художник, архитект, и поет. Блестящ флорентински живописец за своето време неговото творчество е своеобразен стилистичен кръстопът на прехода от маниерността към Барока. Ключова фигура в развитието на барока във Флоренция, играе също важна роля в културния живот на Рим от 17 век.
След като завършва образованието си във Флоренция при живописците Алесандро Алори и Санти ди Тито и архитекта Бернардо Боунталенти, Чиголи получава многобройни поръчки от двора на Медичите. Картините на Чиголи от 1590 г., „Херакъл носещ кръста“ (1594, Сан Марко, Флоренция) и „Мъченичеството на Св. Стефан“ (1597 г., Галерия Палатина (Двореца Пити) Флоренция), разкриват нов натурализъм и яснота на композицията, възвестявайки във Флоренция реформа с девиз „разпространеният начин е начина“ подобна на онази, което е започната от Карачи в Болоня. От флорентинския му период са и картините – „Ето човека“ (на латински: Ecce Homo) (1607 г., Галерия Палатина (Двореца Пити) Флоренция), „Свети Франциск получава стигмата“ (1596 г., Галерия Уфици, Флоренция).
През 1604 г. Чиголи е призован в Рим да изрисува сцената „Свети Петър лекува инвалиди“ (1604 – 06, фрагмент в криптата на катедралата „Сан Пиетро“) както и третата по големина картина в Рим, след „Преображение“ на Рафаело и „Последното причастие на Св. Йероним“ от Доменикино. През последното десетилетие на живота си Чиголи участва често във важни декоративни предприятия в Рим – Богородица на купола на параклиса Паолина в „Санта Мария Маджоре“ (1610 – 13 г.)по поръчка на папа Павел V, и стенописната сцена „Купидон и Психея“, в казиното на палата на кардинал Сципионе Боргезе на хълма Квиринал (1611 – 13 г., сега в Museo di Roma, Palazzo Braschi, Рим). През 1613 г., само месец преди смъртта си, Чиголи става рицар от Малтийския орден.